# Žiežmariai
Žiežmariai er en lille by med et indbyggertal på 3.7522009, beliggende i Kaišiadorys distriktskommune, Litauen. Den er første gang nævnt i registrene i år 1348. Žiežmariai ligger i det centrale Litauen, ca. 6 kilometer syd for den lidt større by Kaišiadorys.
I Žiežmariai findes en sjælden træsynagoge.